# 秋田県道305号千畑大曲線
秋田県道305号千畑大曲線（あきたけんどう305ごう せんはたおおまがりせん）は、秋田県仙北郡美郷町から大仙市に至る一般県道である。

## 概要
仙北郡美郷町黒沢で秋田県道50号大曲田沢湖線から西に分岐し、県道50号の北側2キロメートルを並行し、大仙市高梨字金堀（大仙市・仙北総合支所付近）で再び合流して国道13号大曲バイパスの側道の交点に至る。
2013年10月までは、県道50号の重複区間として大曲市街地を通って大曲駅前を通過後、国道105号交点（佐野町交差点）に至っていた。

### 路線データ
- 総延長 : 14.475 km[2]
- 実延長 : 13.144 km[2]
- 起点 : 秋田県仙北郡美郷町黒沢字西野144番1（秋田県道50号大曲田沢湖線交点）[3]北緯39度29分24.44秒 東経140度37分44.2秒
- 終点 : 秋田県大仙市高梨字沼田11番11（国道13号交点）[3]北緯39度27分43秒 東経140度29分34.5秒
- 未供用区間 : なし[2]

## 歴史
- 1983年（昭和58年）1月11日 - 秋田県道に認定される[3]。
- 2002年（平成14年）5月7日 - 大曲市丸子町240番1地先から大曲市佐野町231番地先までとして認定され（県道50号重複）、当県道の終点が浜町から変更になる[4]。現道だった大曲市浜町61番7までの区間は8月2日に県道の認定を解除される[5]。
- 2013年（平成25年）11月1日 - 大仙市高梨字沼田11番11（国道13号交点）から佐野町231番地先（従来の終点）までの認定を解除し、仙北郡美郷町黒沢字西野144番1から大仙市高梨字沼田11番11までの13.6 kmを現道とする[6]。

## 路線状況

### 重複区間
- 仙北広域農道（大仙市板見内・地内）
- 秋田県道50号大曲田沢湖線（大仙市高梨字金堀・交点 - 大仙市高梨字沼田・終点）1.3 km[2]

### 冬期閉鎖区間
- なし[7]

### 交通不能区間
- なし[8]

## 地理

### 通過する自治体
- 仙北郡美郷町 - 大仙市

### 交差する道路
| 施設名                 | 接続路線名                                            | 備考              | 所在地                                                                                                   |
| ---------------------- | ----------------------------------------------------- | ----------------- | --- |
|                        | 秋田県道50号大曲田沢湖線                              | 起点              | 仙北郡美郷町黒沢字西野                                                                                   |
|                        | 秋田県道11号角館六郷線                                |                   | 大仙市太田町三本扇北緯39度29分21.55秒 東経140度35分34.15秒                                               |
| - -                    | 仙北広域農道                                          | 重複区間          | 大仙市板見内北緯39度28分41.21秒 東経140度32分43.58秒 大仙市板見内北緯39度28分14.56秒 東経140度32分14.6秒 |
|                        | 秋田県道50号大曲田沢湖線                              |                   | 大仙市高梨字金堀北緯39度27分39秒 東経140度30分27.54秒                                                    |
| 以下、県道50号重複区間 |                                                       |                   | |
|                        | 国道13号 大曲バイパス （=重複秋田県道12号花巻大曲線） | 終点 県道50号起点 | 大仙市高梨字沼田                                                                                         |

### 沿線の施設など
- 払田柵跡

秋田県道50号大曲田沢湖線・重複区間
- 大仙市・仙北総合支所